# Puig Anyella
El Puig Anyella és una muntanya de 2.602,5 m alt situada en un contrafort nord de l'eix de la serralada principal dels Pirineus, en el terme comunal de Fontpedrosa, de la comarca del Conflent, a la Catalunya del Nord.
Està situat en el sector sud-occidental del terme de Fontpedrosa, al sud-est del Pic Rodó i al nord-oest del Coll d'en Bernat, 